# 第八屆黑豹旗全國高中棒球大賽
第八屆黑豹旗全國高中棒球大賽，是從2020年10月24日起，在臺灣舉行的高中棒球賽事。

## 外部連結
- 黑豹旗全國高中棒球大賽 （页面存档备份，存于） - 中華民國棒球協會
- 黑豹旗粉絲團 （页面存档备份，存于）

- 第八屆黑豹旗全國高中棒球大賽在台灣棒球維基館上的頁面（繁體中文）